# Џучи
Џучи или Јочи (монг. Зүчи, ср. монг. ᠵᠦᠴᠢ, кин: 朮赤; пин: Zhú chì; 1179—1227) био је најстарији син Џингис-кана и његове главне супруге Борте. Пошто му браћа нису признала наследно право, за наследника Монголског царства је био изабран Огатај-кан. Његови потомци формирали су Златну хорду у европској Русији.

## Порекло и младост

### Проблем порекла
Џучи је рођен 1179. године као најстарији син Темуџина, будућег Џингис-кана, и његове главне супруге Борте, у време кад Монголско царство још није било формирано. Родио се врло брзо пошто је Темуџин избавио Борте, коју су били отели Меркиди. Уместо описивања среће пара што су поново заједно, Тајна историја Монгола не помиње Борте и њихов заједнички живот током трудноће. Темуџин је свом првом детету дао име које значи посетилац или гост. Многи су ово прихватили као доказ да Темуџин није веровао да је дете његово. Међутим, избор имена могао је значити да су Темуџин и Борте, у време рођења детета, били гости Јамуке, Темуџиновог анде и савезника. Проблем Џучијевог очинства провлачио се кроз монголску политику још један век, кроз дебате и расправе ко је отац Бортеиног првог детета.

### Покушај уговарања брака са ћерком Онг-кана
Године 1203. Темуџин је покушао да уговори брак између Џучија и ћерке Онг-кана, вође Кереида и свог сизерена. Темуџин је на тај начин хтео да се наметне за његовог наследника, међутим, био је одбијен, а Онг-кан изгледа увређен овом понудом. Марко Поло, скоро век касније, у заблуди да је Темуџин просио младу за себе лично, забележио је начин, ако не баш тачне речи Онг-кана, онако како је то чуо од Монгола:
Одакле Џингис-кану, који и сам зна да је мој слуга, дрскости да тражи руку мог детета? Губите се и поручите му од мене да бих пре дао ћерку у ватру него што бих је њему дао за жену и да ћу га, ако још једном понови овакав захтев, погубити срамотном смрћу!
Стари кан је брзо зажалио због овог брзоплетог одбијања и уплашио се Темуџинове реакције. Темуџин је постао највештији ратнички вођа у степама, и Онг-кан није хтео да ризикује да дође у директан сукоб с њим. Зато му је јавио да се предомислио и да прихвата брачну понуду, одредио је датум и позвао га да са породицом дође на прославу венчања њихове деце, док се заправо спремио да га убије и затре његову породицу. Међутим, Темуџин је то схватио на дан хода од кановог седишта, наредио својој пратњи да се разбежи на све стране, док је он сам са свега неколико људи побегао на исток, пре него што војска Онг-кана крене у потеру. Убрзо потом Темуџин је успео консолидује своје трупе, потом напао Онг-кана и заузео његове поседе.

### Освајање Сибира
Формирањем тумена, основне монголске војне јединице, Џучију је припао војни одред од 9.000 људи.
Ујединивши монголска племена, у недостатку непријатеља који би их држали на окупу, Џингис-кан је 1207. год. послао Џучија и његов тумен у Сибир, да осигура лојалност шумских племена и пастира стада ирваса. Џучи се успешно вратио са похода. Довео је хиљаде нових регрута за монголско војску и племенске вође, са којима је Џингис-кан уговорио политичке бракове. Тако је била удата и Џучијева ћерка. Осим поменутог, Џучи је донео и драгоцени данак - ретка крзна, као што је црна самуровина, птице за лов и друге шумске производе.
Ступајући у родбинске односе са сибирским племенима, није просто склопљен савез са две владајуће породице. Џингис-кан је прихватио цело племе или народ у своје царство, као и породицу. Типично за политику степских племена, понуда сродства са једним каном значила је признање сродства са целим народом. На овај начин родбински односи су прерасли у неку врсту грађанства, које је почивало искључиво на савезништву, пристанку и лојалности. Сибирска племена су се 1219. год. побунила, али су врло брзо била враћена у стање покорности и њихова територија је остала у саставу Монголског царства.

## Породични курултај
Џингис-кан је, по степској традицији, планирао да сваком од својих четворице синова: Џучију, Чагатају, Огатају и Толују, остави по једно мање царство које би представљало, колико је то могуће, различите делове великог царства. Сваки син би био кан многих народа и стада, као и власник огромних пространстава са градовима, занатима и обрадивим површинама у насељеним деловима. Међутим, један од њих би био велики кан, који би над осталом тројицом вршио централну власт, представљао врховни суд и, заједно са осталом браћом, био би одговоран за спољне послове, нарочито за вођење рата. Цео систем зависио је од воље и способности браће да раде и сарађују под вођством великог кана.

### Сукоб око наслеђа са Чагатајем
Још пре него што је кренуо у поход на Хорезмијско царство 1219. године, овај план наишао је на тешкоће; упркос табуу који је забрањивао разговоре и припрему за смрт, велики кан је сазвао породични курултај управо због тог разлога. Састанак се претворио у један од кључних догађаја историје Монгола, јер су се на њему показала сва супарништва из прошлости која су предсказала будући распад царства.
Поред синова, Џингис-кан је позвао и неколицину својих најповерљивијих људи да учествују у овом разговору, пошто му је њихова помоћ била неопходна да јамчи за наслеђе, после његове смрти. Према Тајној историји Монгола, најстарији синови, Џучи и Чагатај, били су напети од почетка састанка. Џингис-кан је отворио породични курултај објашњењем потребе да се изабере наследник. Наводи се да је рекао:
...ако сва читири моја сина желе да буду Канови и владари одбијајући да служе једни другима, биће као у басни о змији са једном главом и змији са много глава.
Пошто је објаснио важност избора наследика, велики кан је позвао Џучија да први говори о наслеђу. Одредивши поредак говорника, кан је објавио да Џучи има статус најстаријег сина и највероватнијег наследника. Ако би и остали синови прихватили овакав редослед, то би било кључно за потврду Џучијевог легитимитета и првенства.
Чагатај, други син, није хтео да дозволи да овај предлог прође без оспоравања и провере. Пркосно је питао оца:
Када кажеш Џучију да говори, значи ли то да њему повераваш наслеђе?
Затим је отворио питање о Џучијевом пореклу, упркос отвореном очевом неслагању, питавши оца и браћу:
Зар да дозволимо да влада ово копиле једног Меркида?
Према Тајној историји, Џучи је побеснео када је чуо да га брат назива копилетом. Урликнуо је, јурнуо кроз шатор и зграбио Чагатаја за оковратник, ухвативши се у коштац с њим. Речи бола које је вероватно изговорио сам Џингис-кан, а које је Тајна историја приписала једном од анонимних саветника, да очува достојанство кана, подсетиле су Чагатаја колико је све било другачије у данима пре његовог рођења када су степом владали анархија и ужас. Оно што се мајци синова десило после отмице није била њена кривица. Она није одбегла од куће... Није се заљубила у другог. Украли су је људи који су дошли да убијају.
Џингис-кан је скоро понизно молио синове да се, упркос околностима њиховог рођења, сете да су потекли из једне једине вреле материце, и да ако увреде мајку која им је дала живот из свог срца, ако учине да се њена љубав према њима смрзне, чак и ако се извину касније, штета ће бити учињена. Саветник је још подсетио синове колико су им се родитељи мучили да створе нову нацију и набројао је жртве које су поднели да би својим синовима створили бољи свет.

### Избор Џингис-кановог наследника
После ове дуге потресне сцене, Џингис-кану је било јасно да синовима неће моћи наметнути решење које они не би одбацили после његове смрти. Морао је преговарати о компромису који ће сви прихватити. Повратио је свој уздрмани родитељски ауторитет, подсећајући их да је он сам прихватио Џучија као најстаријег сина и од осталих је захтевао да и они то прихвате, као готову ствар, и да његово очинство више не доводе у питање.
Чагатај се приклонио оцу, мада је јасно ставио до знања да, и поред покоравања тој пресуди, пуке речи не могу је учинити истинитом. Званично сви синови су признавали Џучијево првенство све док им је отац жив; истински, неће то никада учинити. Признање првенства Џучију, као најстаријем сину, ипак није јамчило и наслеђивање титуле и власти великог кана. Тако важан положај зависио је од личних способности и подршке других, а не од права по рођењу.
Пробудивши очев гнев, Чагатај је знао да њему самом никада неће бити дозвољено да наследи титулу великог кана. Свеједно није хтео дозволити ни да је Џучи добије, па је породици понудио компромис који су вероватно на лицу места смислила, или, већ готов, прихватила и остала браћа. Место наследника понуђено је трећем брату - стрпљивом, добронамерном пијаници Огатају.
Пошто му је, осим ове могућности, преостао само отворени рат, Џучи се сагласио и подржао Огатаја као наследника. Џингис-кан је, затим, синовима разделио земљу и стоку, раздвојивши Џучија и Чагатаја, да би спречио будуће сукобе. Наводно им је рекао:
Мајка Земља је пространа, а њене реке и воде су бројне. Оснујте логоре далеко један од другога и владајте својим земљама, побринућу се да останете раздвојени.
Упозорио је синове да пазе на своје понашање како их људи не би исмевали и вређали.

### Муслимански хроничари о курултају
Муслиманским писарима, који су служили на монголском двору, било је јако тешко да забележе ову епизоду. Било им је незамисливо да човек моћан као велики кан може признати сина кога је можда зачео неко други, или у чије порекло остали сунови сумњају. За разлику од Тајне историје, коју је писао Монгол, персијски хроничар Џувејни је потпуно изоставио овај сукоб из породичне историје. Према њему, породични курултај је био скуп спокојства, пристојности и ненарушеног јединства. По његовој верзији ових догађаја, Џингис-кан је одржао дирљив говор о Огатајевим способностима које заслужују дивљење, а сви синови су се сложили с њим. Синови су послушно положили учтива колена на праг дужности и послушности и рекли: „Ко има моћ да се супротстави речи Великог Кана? Ко је способан да је одбаци?” Сва Огатајева браћа су слушала његове заповести и начинила су писмену изјаву.
Са нешто већом дистанцом од стварних дешавања, Рашид ал-Дин нуди мало тачнији приказ, али и његов рукопис садржи празнине на кључним местима која доводе  питање част Џингис-кана или његове жене. Он је написао:
...због... стазу јединства прегазиле обе стране, али добри чланови породице никад нису изустили ту поругу, већ су његово... сматрали стварним.
Било да су ове празнине биле унете у оригиналан Рашид ал-Динов рукопис, или су их касније направли писари који с преписивали, оне показују симболичку и политичку важност питања око Џучијевог порекла за будуће генерације.

## Поход на Хорезмију: Опсада Ургенча
Џингис-кан је у рат против Хорезмијског царства повео све своје синове, јер се надао да ће их научити како да буду што бољи ратници, али и како да раде и живе сложно. Међутим, њихов сукоб бацио је тамну сенку на овај поход и болно му отворио очи: схватио је колико ће мучног рада бити потребно да се царство очува после његове смрти. Док је испуњавао свој циљ уједињења степских племена, велики кан није ни Џучију ни другим синовима посветио дужну пажњу. Постали су средовечни људи, а још се нису доказали. У неповерењу према рођацима и свом ослањању само на блиске пријатеље и другове из младости, он није изградио никакав однос са синовима и није их припремио да га замене.
Током последњих година живота, Џингис-кан је безуспешно тражио начин да поправи односе између Џучија и Чагатаја. Послао их је у заједнички поход на град Ургенч, бивши престоницу султана Хорезма. Танзија која је расла између два брата скоро је планула у отворену борбу за време опсаде. Обојица су знала да град припада Џучију, као део наследства, па зато нису могли да се сложе око начина његовог освајања. Џучи је сумњао да, пошто зна да град припада њему, Чагатај покушава намерно да га уништи у потпуности. Чагатај је, са друге стране, сумњао да Џучи из похлепе жели да заштити град, чак и по цену што већих страдања монголских војника.
Мада су скоро сви градови, које су Монголи освајали, пали за неколико дала или недеља, опсада Ургенча се отегла на нечувених шест месеци. Браниоци су се жестоко борили. Чак и када су Монголи пробили градске зидине, браниоци су наставили да се боре за сваку кућу. Ненавикнути на битку на у клаустрофобичном окружењу скоро уништеног града, Монголи су подметнули пожар да спале град. Браниоци су наставили да се боре у у спаљеним рушевинама. Коначно су Монголи изградили брану, скренули реку и потопили град. Тако су побили и последње браниоце и град уништили до темеља. Ургенч се никада није опоравио, па иако је припао Џучију, ни он ни његови наследници нису имали чиме да владају.
Љут због свађе између синова, Џингис-кан их је позвао себи и на лицу места их је понизио тиме што им је ускратио приступ на двор, а затим, када их је коначно примио, наизменично их је преклињао грдио и молио. Највише живих речи и цитата остало је сачувано управо из тог доба његовог живота. Сви они показују све већу бригу, али и све мању моћ Џингис-кана да управља сопственом породицом.

## Џингис-канове поуке синовима
Пошто је сувише дуго запостављао своје синове и њихово образовање, покушао је да их научи свему одједом, па се мучио, али није успео да своје мисли и животне поуке срочи довољно јасно. Био је навикнут да наређује, не да објашњава. Покушао их је научити да је за владање кључна самоконтрола, нарочито у поносу, који је и најтеже савладати. Објашњавао је да је теже савладати понос него најбољег рвача, упозорио их је да ако не могу да прогутају понос, не могу ни да воде друге. Да никада не смеју умислити да су најјачи или најпаметнији. Чак и по највишој планини газе животиње, рекао је. Када се животиња попне на врх, виша је од планине. У складу са монголском традицијом од мало речи, упозорио је синове да не говоре много. Реците само оно што мора да се каже. Вођа се не исказује речима него делима:
Он може да буде срећан, ако је његов народ срећан.
Нагласио је важност визије, циља и плана, рекавши:
Без визије, без циља, човек не може да управља ни сопственим животом, камоли животима других.
Неке мисли су међусобно супростстављене. Ма колико да је наглашавао да је важно приграбити вођство, Џингис-кан је изгледа хтео да их научи и опрезном конзервитивизму, јер визија не сме никада да застрани далеко од учења старијих. Како им је објаснио:
... стари деел боље пристаје и удобнији је; он трпи животне недаће и истрајава у грмљу, док се нов неиспробани деел брзо поцепа.
У складу са сопственим трезним понашањем и једноставним животом, Џингис-кан их је одвраћао од сликовитог живота материјалне удобности и раскалашности. Објашњавао је:
Лако је заборавити на визију и циљ када се стекну раскошна одела, брзи коњи и лепе жене. Тада нећете бити ништа бољи од робова и изгубићете све.
У једној од најважнијих лекција, рекао је синовима да покоравање војске није исто што и покоравање нације:
Војску можете победити надмоћнијом тактиком и бољим људима, али нацију можете покорити једино ако освојите срца људи.
Можда делује идеалистички, али је праћено веома прагматичним саветом да, иако је Монголско царство једно, покореним народима не треба никако дозволити да се уједине:
Народима, покореним на супротним странама језера треба и владати на супротним странама језера.
Ово учење, као и многа друга, Џучи и сви остали Џингис-канови наследници потпуно ће занемарити.

## Смрт
У пролеће 1223. године, пошто је завршио са покоравањем Хорезмије, Џингис-кан је организвао велики лов. Привидно приређен као славље, лов је требало да представља покушај да се опуштеност и забава искористе како би се поправили односи међу синовима и да се поход заврши у духу сарадње. Још љут због увреда које су му нанела браћа и очигледно отуђен од оца, Џучи је изјавио да је болестан и да неће да дође, чак ни на недвосмислену очеву заповест. Односи између оца и сина погоршали су се скоро до оружаног сукоба, када је Џингис-кан чуо да је Џучи, наводно, истовремено приредио лов за своје људе.
Отац и син се више никада нису срели. Уместо повратка у Монголију, Џучи је остао у освојеној земљи. Убрзо је и умро, 1227. године, под неразјашњеним околностима. Чињеница да је умро док му је отац још био жив, покренула је претпоставке да га је велики кан убио како би осигурао Монголско царство и политички мир између синова. Међутим, нема никаквих доказа које иду у прилог тој тврдњи.

## Наслеђе
Џучи је имао бројне супруге и конкубине и иза себе је оставио бројно потомство. Његови потомци владали су територијама данашње Русије, Украјине и Казахстана и постали су познати као Златна хорда. Најзначајнији синови су му:
- Орда-кан, најстарији син, који је добио на управу источни део територије, који је постао познат као Бела хорда;
- Бату-кан, очев наследник, кан Плаве хорде, врховни господар брату Орди и оснивач Златне хорде, такође и један од вођа монголске инвазије на Европу;[35]
- Берке-кан, каснији кан Плаве хорде, односно Златне хорде;[1]
- Шибан, који је учествовао у монголској инвазији на Европу;
- Тервал, деда кана Ногаја, фактичког владара Златне хорде крајем XIII века.

Бату се после смрти свог стрица Огатаја 1241. године, у међувлашћу које је настало, изборио за фактичку независност. Та суштинска независност је касније и озваничена када је на место великог кана изабран Толујев син Монгке, његов савезник, 1251. године.
Године 1277. Кублај-кан је, пошто је прогласио династију Јуан, изградио велики храм са осам просторија, од којих је једна била посвећена Џучију. Према новој, званичној верзији породичне историје, Џучи, чија је породица била најоданији савезник лози Кублај-кана, био је у потпуности признат као легитимни члан породице.